# Delphyre infraalba
Delphyre infraalba là một loài bướm đêm thuộc phân họ Arctiinae, họ Erebidae.